# Гейдж, Эндрю Томас
Эндрю Томас Гейдж (англ. Andrew Thomas Gage, 14 декабря 1871 — 21 января 1945) — британский (шотландский) ботаник, коллекционер растений и врач.

## Биография
Эндрю Томас Гейдж родился в Абердине 14 декабря 1871 года.
После окончания Школы грамоты в Старом Абердине он изучал ботанику и медицину в Абердинском университете. В 1891 году Гейдж получил степень магистра, в 1893 году — бакалавра, а в 1896 году — бакалавра медицины. С 1894 по 1896 год он был полевым врачом в военном звании лейтенанта в Indian Medical Service. С 1897 по 1898 год Эндрю Томас был куратором гербария в Indian Botanical Gardens в городе Хаура. С 1898 по 1905 год он был руководителем Ботанического сада. Между 1917 и 1918 годом Гейдж отвечал по поручению армии в Британской Индии за изготовление хинина из хинного дерева.
В 1901 году Эндрю Томас Гейдж стал членом Лондонского Линнеевского общества. С 1924 по 1929 год он был библиотекарем и помощником секретаря этого общества. Гейдж был страстным коллекционером растений и собирал для Ботанический службы Индии и Королевских ботанических садов Кью ботанические коллекции в Малайзии, Бирме, Сиккиме, Ассаме и Читтагонге.
Эндрю Томас Гейдж умер в Шотландии 21 января 1945 года.

## Научная деятельность
Эндрю Томас Гейдж специализировался на семенных растениях.

## Избранные научные работы
- 1901: A Botanical Tour in the South Lushai Hills.
- 1901: On the anatomy of the roots of Phoenix paludosa Roxb.
- 1903: A Census of the Indian Polygonums.
- 1904: The Vegetation of the District of Minbu in Upper Burma.
- 1912: Catalogue of Non-herbaceous Phanerogams Cultivated in the Royal Botanic Garden, Calcutta.
- 1916: Letters to Nathaniel Wallich, 1819—1821.
- 1918: Report on the extension of Cinchona cultivation in India.
- 1922: Euphorbiaceae novae e Peninsula Malayana.
- 1938: A History of the Linnean Society of London.